# Pyrenacantha lebrunii
Pyrenacantha lebrunii är en tvåhjärtbladig växtart som beskrevs av Raymond Boutique. Pyrenacantha lebrunii ingår i släktet Pyrenacantha och familjen Icacinaceae. Inga underarter finns listade i Catalogue of Life.